# Eu Sou a Lenda
I Am Legend (Eu Sou a Lenda, no Brasil e em Portugal) é um filme pós-apocalíptico de ficção científica, terror e suspense de 2007, dirigido por Francis Lawrence e estrelado por Will Smith e pela atriz brasileira Alice Braga.
É a terceira adaptação do livro homônimo de Richard Matheson, precedida por The Last Man on Earth de 1964 e The Omega Man de 1971.
Smith interpreta o virologista Robert Neville, que é imune a um vírus. Ele trabalha para criar uma cura enquanto vive em Manhattan no ano de 2012, numa cidade habitada por mutantes vítimas do vírus transmitido pelo ar.
A Warner Bros. começou a desenvolver o filme em 1994, e vários atores e diretores foram anexados ao projeto, embora a produção tenha sido atrasada devido a preocupações orçamentais relacionadas com o script. A produção começou em 2006 na cidade de Nova Iorque, filmando vários lugares da cidade, incluindo a cena de $5 milhões da Ponte do Brooklyn, a mais longa cena já filmada na cidade até hoje. A Warner Bros. lançou uma revista em quadrinhos e um jogo online multiplayer no Second Life como parte da campanha de marketing. I Am Legend foi lançado no dia 14 de Dezembro de 2007 nos Estados Unidos. Foi a maior bilheteria do mês de dezembro.

## Enredo
Em 2009, o vírus do sarampo foi geneticamente alterado, originalmente para ser uma cura para o câncer, porém acaba se transformando em uma cepa letal que mata 90% dos infectados, transforma 9% em vampiros que se alimentam de sangue e são extremamente vulneráveis à luz solar (Por isso o nome).
Três anos depois, o cientista Robert Neville (Will Smith) é o único sobrevivente de Nova Iorque (marco zero da disseminação do vírus) e acredita estar sozinho na cidade, sendo o único sobrevivente. Por algum motivo que nem ele conhece, é imune ao vírus, que se propaga pelo ar e por mordidas. Vivendo com sua companheira Sam, uma cadela, ele sai de dia para procurar mantimentos e caçar infectados que usa como cobaias de testes para uma possível cura do vírus, que busca em um laboratório sob sua casa, fortifica à noite para manter os infectados do lado de fora. Durante o dia, ele também envia mensagens via rádio, na tentativa de encontrar algum sobrevivente. Intercaladas com o enredo principal, são exibidas cenas de 2009, em que Neville anuncia que sua esposa Zoe (Salli Richardson) e a filha Marley (Willow Smith) deverão deixar a cidade, mas o helicóptero em que estão é atingido por outro helicóptero que perdeu o controle ao ser agarrado por civis desesperados com o bombardeamento de pontes por parte de caças das forças armadas, uma medida drástica para tentar garantir que o vírus não saia de Manhattan.
Um dia, Neville captura uma cobaia fêmea (Lauren Haley) e vê que um outro infectado (Dash Mihok) faz menção de sair ao ar livre, o que chama a atenção do cientista, uma vez que os raios solares são muito dolorosos para os infectados. Ao testar a cura na infectada capturada, ele começa a perceber melhoras como o retorno da pigmentação da pele, e a diminuição da euforia e agressividade. Um dia, ao sair para caçar, ele descobre que um dos manequins que espalhou pela cidade para não se sentir tão sozinho está num local diferente de onde ele o havia deixado. Ao se aproximar para verificar, ele é capturado em uma armadilha semelhante às que ele arma para pegar cobaias e desmaia.
Despertado pelo alarme do seu relógio de pulso, que dispara toda vez que o sol está para se pôr, ele consegue se libertar mas fere sua perna na queda. Enquanto se arrasta para o carro, três cães infectados esperam o último resquício de sol ir embora para poder atacá-lo. A poucos centímetros do veículo, o sol se põe e os cães avançam. Sam defende seu dono mas acaba mordida e infectada com o vírus. Neville a leva de volta para casa e tenta curá-la, mas ela logo começa a manifestar a raiva característica dos infectados e ele se vê forçado a matá-la.
Inconformado, Neville pega seu carro e massacra vários infectados, mas acaba dominado por eles. Quando está prestes a ser capturado, Anna (Alice Braga) o resgata e o leva inconsciente para sua casa. Neville desperta no dia seguinte e Anna explica que ela veio de um navio de refugiados da Cruz Vermelha de São Paulo, Brasil e veio até ele após ouvir as transmissões de rádio, acompanhada do garoto Ethan (Charlie Tahan). Anna revela que há uma colônia de sobreviventes em Bethel, Vermont, e que ela planeja ir até lá. Neville, por outro lado, acredita que eles são os únicos sobreviventes do mundo todo e não devem se arriscar.
Naquela noite, Neville descobre um exército de infectados vindo em direção à sua casa. Mesmo usando todos os equipamentos que preparou para um possível ataque, os infectados conseguem invadir o prédio. Refugiados na sala de testes do laboratório e separados dos infectados por uma porta de vidro fortificado, Neville recolhe uma amostra da cura, dá para Anna e coloca ela e Ethan numa câmara. Em seguida, ele abre a porta da sala e puxa o pino de uma granada, cuja detonação mata todos os infectados e o próprio cientista. No dia seguinte, Anna e Ethan são vistos chegando à colônia de sobreviventes, onde Anna entrega a cura para outro ser humano saudável.
Em um final alternativo, Neville observa pela porta de vidro o mesmo infectado que fez menção de sair à luz do dia quando ele capturou a cobaia - que está na sala com os três sobreviventes, ainda inconsciente e presa à maca. Deduzindo que o bando veio resgatá-la, Neville a reinfecta com o vírus e abre a porta. O infectado pega sua companheira e vai embora com seus amigos. No dia seguinte, os três sobreviventes são vistos dirigindo por uma estrada enquanto é reproduzida uma transmissão de Anna chamando por outros sobreviventes e informando sobre a colônica em Bethel.

## Elenco

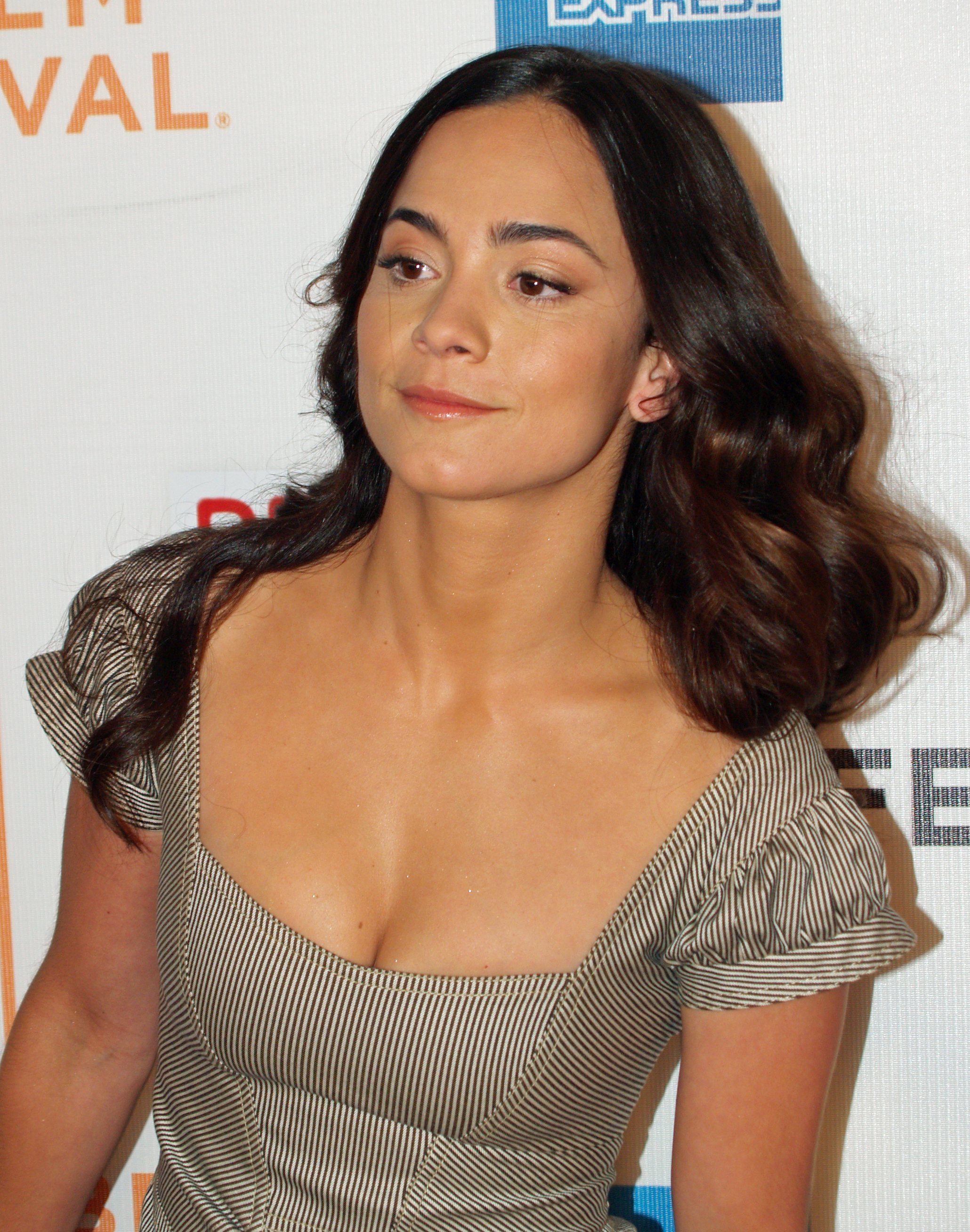
Alice Braga é Anna.

| Nome                       | Personagem                      |
| -------------------------- | ------------------------------- |
| Will Smith                 | Robert Neville                  |
| Alice Braga                | Anna                            |
| Dash Mihok                 | Homem Alpha                     |
| Charlie Tahan              | Ethan                           |
| Salli Richardson-Whitfield | Zoe Neville                     |
| Willow Smith               | Marley Neville                  |
| Darrell Foster             | Mike                            |
| Emma Thompson              | Dra. Alice Krippin              |
| April Grace                | Personalidade da TV             |
| Joanna Numata              | Mulher Alpha                    |
| Abbey                      | Sam                             |
| Kona                       | Sam                             |
| Samuel Glen                | Jay                             |
| Marin Ireland              | Mulher evacuada                 |
| Pedro Mojica               | Sargento                        |
| Anthony C. Mazza           | Policial da evacuação           |
| James Michael McCauley     | Homem evacuado                  |
| Calista Hill               | Menina evacuada #1              |
| Gabriella Hill             | Menina evacuada #2              |
| Madeline Hill              | Menina evacuada #3              |
| Adhi Sharma                | Militar técnico de escaneamento |
| Uyree Michael Simpson      | Policial da evacuação #2        |
| Blake Lange                | Guarda costeira                 |
| Alexander John             | Homem evacuado #2               |
| Abraham Sparrow            | Homem evacuado #3               |
| Pat Fraley                 | Voz do presidente               |
| Mike Patton                | Voz da criatura                 |
| Jack Caruso                | Policial da evacuação #3        |
| Don Money                  | Hank                            |

## Premiações
- Indicado

Academy of Science Fiction, Fantasy & Horror Films
Categoria Melhor Filme de Ficção Científica
Golden Trailer Awards
Categoria Melhor Spot TV Thriller
Categoria Melhor Wildposts
Categoria O Spot mais Original de TV
MTV Movie Awards
Categoria Melhor Filme
Motion Picture Sound Editors
Categoria Melhor Edição de Som / Efeitos Sonoros e Foley
National Movie Awards
Categoria Melhor Ação / Aventura
Categoria Melhor Atuação Masculina Will Smith
Satellite Awards
Categoria Melhor Som (Mixagem e Edição) Tod A. Maitland, Skip Lievsay, Rick Kline e Jeremy Peirson
Young Artist Awards
Categoria Melhor Atuação em Longa Metragem para Criança ou Adolescente Willow Smith
- Ganhou

Academy of Science Fiction, Fantasy & Horror Films
Categoria Melhor Ator Will Smith
Golden Trailer Awards
Categoria Melhor Horror
Categoria Melhor Edição de Som
MTV Movie Awards
Categoria Melhor Atuação Masculina Will Smith
Teen Choice Awards
Categoria Melhor Ator de Horror / Thriller Will Smith
World Soundtrack Awards
Categoria Compositor de Filmes do Ano James Newton Howard